# Pinus strobiformis
Pinus strobiformis ist ein Nadelbaum aus der Gattung der Kiefern (Pinus) mit zu fünft wachsenden, meist 7 bis 11 Zentimeter langen Nadeln. Die Samenzapfen erreichen eine Länge von meist 12 bis 30 Zentimetern. Das natürliche Verbreitungsgebiet liegt im Süden der Vereinigten Staaten und in Mexiko. Die Art wird in der Roten Liste der IUCN als nicht gefährdet eingestuft.

## Beschreibung

### Erscheinungsbild
Pinus strobiformis wächst als immergrüner, 25 bis 30 Meter hoher Baum. Der Stamm wächst monopodial, gerade und aufrecht und erreicht Brusthöhendurchmesser von bis zu 1 Meter. Die Stammborke ist dunkelbraun und unter Witterungseinfluss grau, dick, rau und schuppig und zerbricht in kleine, unregelmäßig geformte Platten. Die Äste wachsen horizontal, nach unten gebogen oder aufsteigend. Die Baumkrone junger Bäume ist konisch, ältere Bäume haben eine gerundete oder unregelmäßig geformte Krone. Junge Triebe sind schwach flaumhaarig oder unbehaart, blass rötlich braun und tragen 5 bis 10 Millimeter lange, bald abfallende Schuppenblätter.

### Knospen und Nadeln
Die vegetativen Knospen sind eiförmig bis eiförmig-länglich und nicht oder nur leicht harzig. Endständige Knospen sind 10 bis 15 Millimeter lang mit Durchmessern von 5 bis 8 Millimetern, die seitständigen Knospen sind kleiner. Die Nadeln wachsen zu fünft oder sehr selten zu sechst in einer 20 bis 25 Millimeter langen, sich bald auflösenden und zum Ende der Wuchsperiode abfallenden Nadelscheide. Die Nadeln sind dunkelgrün bis bläulich grün, weich, gerade oder nahe der Basis leicht gebogen, leicht verdreht, manchmal ab 5 meist 7 bis 11 und selten bis 12 Zentimeter lang und ab 0,6 meist 0,8 bis 1,1 und selten bis 1,2 Millimeter dick. Der Nadelrand ist fein gesägt bis ganzrandig, das Ende spitz. Alle Seiten oder häufiger nur die adaxialen Seiten zeigen Spaltöffnungslinien. Je Nadel werden meist zwei, seltener bis vier Harzkanäle gebildet. Die Nadeln bleiben drei bis fünf Jahre am Baum.

### Zapfen und Samen

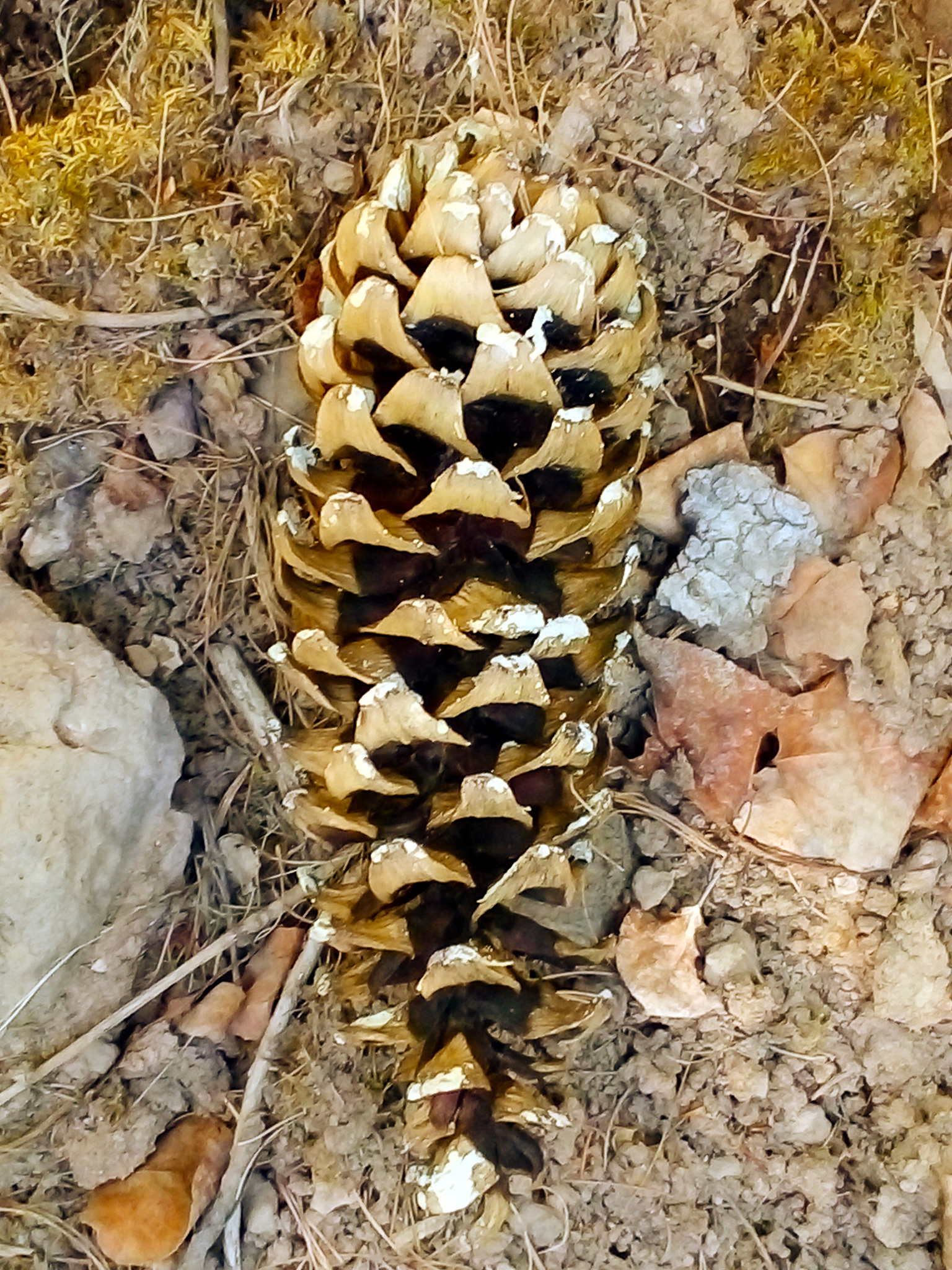
Zapfen, Madera, Chihuahua, Mexiko

Die Pollenzapfen sind gelb, eiförmig-länglich bis kurz zylindrisch und 6 bis 10 Millimeter lang.
Die Samenzapfen wachsen einzeln oder in Paaren, manchmal auch in Wirteln von drei bis vier an 15 bis 25 Millimeter langen Stielen. Ausgewachsene Zapfen haben unterschiedliche Formen, sie sind geöffnet meist zylindrisch oder breit zylindrisch bis eiförmig-länglich, 12 bis 30 und selten bis 60 Zentimeter lang bei Durchmessern von 7 bis 11 Zentimetern. Die etwa 100 Samenschuppen sind dick holzig, anfangs grünlich und rötlich getönt und bei Reife hellbraun. An der Zapfenbasis sind sie eingerollt oder zurückgebogen, die übrigen haben meist einen eingerollten Rand. Jede Schuppe hat adaxial eine oder zwei Vertiefungen, in welchen die Samen wachsen. Die Apophyse ist hell gelblich braun bis dunkel ockerfarben, mehr oder weniger keilförmig bis länglich, zur Basis hin dick und zur Spitze dünner werdend und zurückgebogen. Die Oberfläche ist glatt oder längs gerillt und sehr harzig. Der Umbo liegt am Schuppenende, er ist breit dreieckig und stumpf.
Die Samen sind verkehrt eiförmig, 12 bis 18 Millimeter lang und 8 bis 11 Millimeter breit, rötlich braun oder braun. Der Samenflügel ist meist nur rudimentär ausgebildet, sehr klein oder erreicht in manchen Zapfen die halbe Länge des Samens.

### Chromosomenzahl
Die Chromosomenzahl beträgt 2n = 24.

## Verbreitung und Ökologie

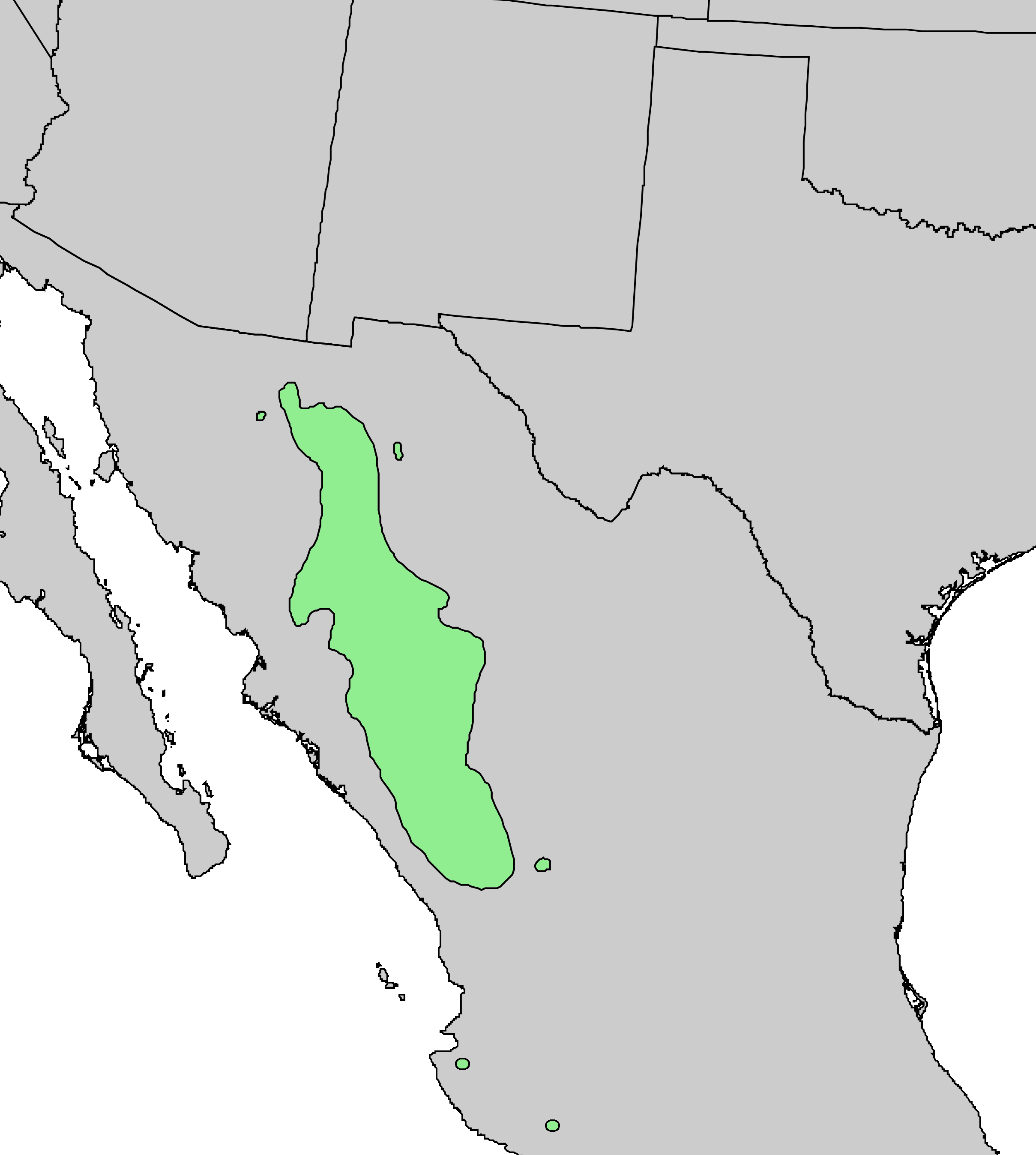
Verbreitungsgebiet von Pinus strobiformis

Das natürliche Verbreitungsgebiet von Pinus strobiformis liegt in den Vereinigten Staaten in Arizona, New Mexico und in Trans-Pecos im Westen von Texas; in Mexiko im Osten des Bundesstaats Sonora, in Chihuahua, Coahuila, Nuevo León, im Osten von Sinaloa, in Durango, Jalisco und lokal in Zacatecas und San Luís Potosí.
Pinus strobiformis wächst in Höhen von 1900 bis 3500 Metern auf tiefen, humusreichen aber auch steinigen Böden häufig in Nordhängen und entlang von Gebirgsbächen. Das Klima in der Sierra Madre Occidental wird von gewitterartigen Sommerregen und auch Niederschlägen im Winter bestimmt, in größeren Höhen fallen diese als Schnee. Das Verbreitungsgebiet wird der Winterhärtezone 7 zugerechnet mit mittleren jährlichen Minimaltemperaturen zwischen −17,7 und −12,3 °C (0 bis 10 °F).
Man findet die Art manchmal in kleinen Reinbeständen innerhalb von Kiefern- oder Kiefern-Eichen-Wäldern oder häufiger vermischt mit Pinus arizonica, Pinus engelmannii, Pinus leiophylla var. chihuahuana, Pinus durangensis, Pinus lumholtzii, verschiedenen Eichenarten (Quercus spp.) und Erdbeerbäumen (Arbutus spp.). In feuchteren Gebieten wächst Pinus strobiformis zusammen mit Douglasien (Pseudotsuga) und Tannen (Abies), und in großen Höhen mit Pinus hartwegii. Pinus strobiformis ist die wichtigste Wirtspflanze der Zwergmistel Arceuthobium blumeri.

## Gefährdung und Schutz
In der Roten Liste der IUCN wird Pinus strobiformis als nicht gefährdet („Least Concern“) geführt. Das Verbreitungsgebiet ist sehr ausgedehnt und die Art ist in den Kiefernwäldern der Sierra Madre Occidental aber auch anderswo häufig. In manchen Gebieten kommt es aufgrund der Holznutzung zu Rückgängen der Bestände, jedoch ist der Gesamtbestand stabil. Ein Gefährdung der Bestände könnte jedoch von weitergehenden, nicht auf Nachhaltigkeit ausgerichteten Rodungen ausgehen. Eine weitere Gefahr stellt möglicherweise der Strobenrost (Cronartium ribicola) dar, doch gibt es noch keine Anzeichen eines Befalls (Stand 2011). Sowohl in Mexiko als auch in den Vereinigten Staaten gibt es Bestände in geschützten Gebieten.

## Systematik und Etymologie
Pinus strobiformis ist eine Art aus der Gattung der Kiefern (Pinus), in der sie der Untergattung Strobus, Sektion Quinquefoliae, Untersektion Strobus zugeordnet ist. Sie wurde 1848 von George Engelmann erstbeschrieben. Die Art liegt sowohl in den morphologischen Merkmalen als auch im Verbreitungsgebiet zwischen Pinus flexilis und Pinus ayacahuite. Sie ist sehr variabel, daher ist die Zuordnung mancher Bestände fraglich. Hybridisierung zwischen den Arten erschwert zusätzlich die klare Abgrenzung. Daher gibt es auch eine Vielzahl an Synonymen wie Pinus ayacahuite var. brachyptera G.R.Shaw, Pinus ayacahuite var. novogaliciana Carvajal, Pinus ayacahuite subsp. strobiformis (Engelm.) A.E.Murray, Pinus ayacahuite var. strobiformis (Engelm.) Lemmon, Pinus bonapartea Roezl Pinus ayacahuite var. reflexa (Engelmann) Voss, Pinus flexilis var. reflexa Engelmann und Pinus reflexa (Engelmann) Engelmann.
Hybride zwischen Pinus strobiformis und Pinus flexilis und Pinus monticola sind belegt, ob es auch Kreuzungen mit Pinus ayacahuite gibt, ist nicht bekannt.
Der Gattungsname Pinus wurde schon von den Römern für mehrere Kiefernarten verwendet. Das Artepitheton strobiformis verweist auf die Ähnlichkeit der Art mit der Weymouth-Kiefer (Pinus strobus).

## Verwendung
Das Holz von Pinus strobiformis ist hochwertig und wird als Bauholz und für Schreinerarbeiten verwendet. Es wird auch zur Herstellung von Violinen eingesetzt. Doch aufgrund der geringen Größe der Bäume und der Abgelegenheit der Bestände ist die Art wirtschaftlich weniger wichtig als beispielsweise die Weymouth-Kiefer. Das Harz wird medizinisch eingesetzt. Die Art wird selten kultiviert, man findet sie außerhalb des Verbreitungsgebiets nur in Arboreten.